# Gustavo Latis
Gustavo Latis (Milano, 15 giugno 1920 – Albavilla, 1º agosto 2016) è stato un architetto italiano.

## Biografia
Nato a Milano nel 1920, a causa delle leggi razziali fasciste è costretto a diplomarsi al liceo classico da privatista e poi a rifugiarsi in Svizzera. Rientrato in Italia alla fine della guerra, si iscrive al Politecnico di Milano, dove si laurea in architettura nel luglio 1948. Nel 1946 aderì all’Associazione Libera Studenti Architetti (Alsa), un gruppo di  studenti, laureandi e neolaureati che comprendeva anche Angelo Mangiarotti, Alberto Rosselli, Paolo Tilche, e collaborò con Bruno Zevi, Gillo Dorfles, Giulia Veronesi.
Nel 1955 si associa con il fratello maggiore Vito dando vita allo Studio Latis.
Muore il 1º agosto 2016 nella sua abitazione ad Albavilla, nella provincia di Como.